# 노성중학교
노성중학교(魯城中學校)는 대한민국 충청남도 논산시 노성면 교촌리에 있는 공립 중학교이다.

## 학교 연혁
- 1964년 1월 11일 : 노성중학교 3학급 설립 인가
- 1964년 3월 31일 : 개교 및 입학식
- 1964년 4월 27일 : 초대 장인환 교장 부임
- 1978년 10월 20일 : 학급 증설 인가 (전 31학급)
- 2024년 9월 1일 : 제23대 정일권 교장 부임
- 2024년 : 논산계룡 연극제 우승
- 2025년 2월 5일 : 제59회 졸업식(졸업생 28명)
- 2025년 3월 4일 : 제62회 입학식(입학생 17명)

## 참고 자료
- 노성중학교 - 한국교육학술정보원 학교알리미